# Hrastovica (Słowenia)
Hrastovica – wieś w Słowenii, w gminie Mokronog-Trebelno. W 2018 roku liczyła 119 mieszkańców.